# Elaphoglossum tenuiculum
Elaphoglossum tenuiculum är en träjonväxtart som först beskrevs av Fée, och fick sitt nu gällande namn av Thomas Moore och Carl Frederik Albert Christensen. Elaphoglossum tenuiculum ingår i släktet Elaphoglossum och familjen Dryopteridaceae. Inga underarter finns listade.